# La cómplice
La cómplice es una película coproducción de Argentina, Venezuela y México en blanco y negro dirigida por René Cardona Jr. según su propio guion escrito sobre el argumento de Ariel Cortazzo que se estrenó el 26 de abril de 1966 y tuvo como protagonistas a Libertad Leblanc, Juan Carlos Barbieri, Carlos Carella y Julio Di Palma. Fue filmada parcialmente en la provincia de Córdoba.

## Sinopsis
Dos camioneros y una mujer roban el dinero de una empresa.

## Reparto
Intervienen en el filme los siguientes intérpretes:
- Libertad Leblanc … Renata
- Juan Carlos Barbieri … Mariano Toledo
- Carlos Carella … Arias
- Julio Di Palma … Felipe Godoy
- Zulma Grey … Marcela
- Raúl Del Valle … Comisario
- Juan Quetglas … Cipriano
- Alfredo Almanza … Salas
- Domingo Márquez … Empleado en fábrica
- Elena Forte … Empleada en fábrica
- Antonio Lizzio

## Comentarios
En La Prensa escribió C.A.B.:

”Libertad Leblanc es inferior a Isabel Sarli.”

Crónica vespertina opinó :

Casi corrosiva acción policial en que Libertad Leblanc tiene muy poco que ver y casi nada que mostrar.”

Por su parte, Manrupe y Portela, escriben:

”Elemental vehículo para Leblanc, dirigida por el mexicano Cardona.”